# Auguste Doucet de Tillier
Auguste Henri Doucet de Tillier (Leuze, 9 november 1837 - Tillier, 18 juni 1923) was een Belgisch volksvertegenwoordiger en burgemeester.

## Levensloop
Hij was de zoon van notaris André Doucet en van Marie-Rose Mathot. Hij trouwde met Marie Claes.
Hij promoveerde tot doctor in de rechten (1860) aan de Katholieke Universiteit Leuven. Hij was advocaat aan de balie van Namen (1860-1895) en rechter bij de rechtbank van eerste aanleg van Namen (1895-1907).
Van 1871 tot 1879 was hij provincieraadslid. Hij was burgemeester van Tillier van 1890 tot 1895 en van 1908 tot 1921.
In 1884 werd hij verkozen tot katholiek volksvertegenwoordiger voor het arrondissement Namen en vervulde dit mandaat tot in 1894.